# Sparky D
Doreen C. Broadnax, connue sous le nom de Sparky D ou Sparky Dee (née le 2 juin 1965) est une musicienne et rappeuse américaine. Broadnax est l'une des premières femmes à se produire en battle, se faisant d'abord remarquer grâce aux Roxanne Wars (en). Dans le cadre de ce phénomène, elle répond à "Roxanne's Revenge" de Roxanne Shante avec "Sparky's Turn (Roxanne, You're Through)" en 1985.

## Biographie
Broadnax naît à Brooklyn d'une mère blanche et d'un père afro-américain. Elle grandit dans les HLM Van Dyke dans le quartier de Brownsville,.
Broadnax commence sa carrière musicale vers 1983 lorsqu'elle intègre un groupe de hip-hop local, The Playgirls. Le groupe sort « Our Picture of a Man » chez Kama Sutra Records (en) en 1984. Au sein du groupe, elle rencontre le rappeur et producteur de musique Spyder-D (en).
En 1984, la rappeuse Roxanne Shanté, âgée de 14 ans, sort la chanson « Roxanne's Revenge », une réponse au disque d'UTFO « Roxanne, Roxanne » sur une femme qui ne répond pas à leurs avances. Après avoir écouté la chanson de Shanté le soir du nouvel an 1985, Spyder-D décide de faire enregistrer une réponse à Sparky D le lendemain. Dans "Sparky's Turn (Roxanne You're Through)", Sparky D défend le groupe UTFO originaire comme elle de Brooklyn. Le single se vend à plus de 300 000 exemplaires quelques jours après sa sortie et est certifié disque d'or.
Cette chanson donne le coup d'envoi de la guerre des Roxanne, une série de rivalités féminines autour de la chanson Roxanne, Roxanne. En 1985, elle collabore avec Roxanne shanté pour Round One, Roxanne Shanté vs Sparky Dee. L'album est publié par Spin Records. Il inclut six chansons : Roxanne's Revenge et la réponse Sparky's Turn qui a fait connaître Sparky D, Roxanne's Profile par Shanté et Sparky's Profile par Sparky D, et une battle en version censurée et non censurée.
Au cours des années suivantes, Sparky D sort d'autres morceaux, dont « He's My DJ » et « She's So Def » avec Kool DJ Red Alert en 1985 et « Throwdown » en 1987. L'année suivante, elle sort son premier album complet chez B-Boy Records, This is Sparky D's World.